# Галенович, Юрий Михайлович
Ю́рий Миха́йлович Галено́вич (20 апреля 1932, Москва — 31 декабря 2020, там же) — советский и российский китаевед. Кандидат филологических наук, доктор исторических наук (1982), профессор (1993).
Основные направления научной деятельности: история российско-китайских отношений, лидеры Китая в XX веке, американо-китайские отношения; владел китайским, английским и французским языками.

## Биография
Родился 20 апреля 1932 года в Москве. Окончил китайское отделение Московского института востоковедения (1954), после чего впервые приехал в КНР. В 1954—1956 годах работал на советской выставке в Китае, которая экспонировалась в Пекине, Шанхае, Гуанчжоу, Ухане. Был отмечен Госсоветом КНР памятной медалью китайско-советской дружбы. В 1956 году являлся переводчиком А. И. Микояна во время поездки последнего в Ухань.
В 1959 году окончил аспирантуру МГИМО МИД СССР, в том же году защитил кандидатскую диссертацию по филологии, предложив объяснение проблемы соотношения тона и интонации в китайском языке.
С 1960 по 1967 год трудился в советских загранучреждениях в КНР. В посольстве СССР в КНР занимался связями в области культуры и образования; был переводчиком торгпредов в Китае И. А. Еремина и М. И. Сладковского. В 1965 году исполнял обязанности переводчика на встрече А. Н. Косыгина с Мао Цзэдуном.
Был переводчиком во время посещения СССР китайскими писателями и деятелями искусства: Тянь Ханя, Лао Шэ, Ба Цзиня, Ся Яня, Мэй Ланьфана.
Важный этап деятельности Ю. М. Галеновича — работа в качестве эксперта и советника советской правительственной делегации на переговорах по пограничным вопросам в Пекине (1964, 1969—1970). За работу в Пекине во время «культурной революции» награждён орденом «Знак Почёта».
Работая в государственных учреждениях СССР, занимался анализом отношений с Китаем и событий в политической жизни в КНР («культурная революция», «дело Линь Бяо»).
В 1972 году Ю. М. Галенович был командирован в США на работу в ООН. Будучи директором Отдела внешних связей Секретариата ООН (1972—1976), руководил всеми информационными центрами ООН в мире и связями ООН с неправительственными организациями. Находясь в США, исследовал состояние и перспективы американо-китайских отношений.
С конца 1970-х годов вёл научно-организационную работу как заместитель директора Института Африки (1978—1988), а затем Института Дальнего Востока Академии наук СССР. В Институте Африки изучал отношения КНР с африканскими странами.
Главный научный сотрудник Института Дальнего Востока РАН. Основная область интересов Ю. М. Галеновича — история и современное состояние взаимоотношений РФ и КНР, а также то, какую роль в этих отношениях сыграли политические деятели Китая (императрица Цыси; Ли Хунчжан; Сунь Ятсен; Чан Кайши; Мао Цзэдун; Лю Шаоци; Пэн Дэхуай; Хуа Гофэн; Ху Яобан; Чжао Цзыян; Дэн Сяопин; Цзян Цзэминь; Ху Цзиньтао и Си Цзиньпин).
Преподавал на кафедре истории Китая Института стран Азии и Африки МГУ им. М. В. Ломоносова и (с 2008 по 2020) в РГГУ.
Являлся заместителем председателя Общества российско-китайской дружбы, членом совета Московско—Тайбэйской координационной комиссии по экономическому и культурному сотрудничеству, первым вице-президентом Ассоциации китаеведов РАН. Читал лекции по истории взаимоотношений России и Китая в Пекинском институте международных отношений.
Был женат.

## Смерть
В декабре 2020 года в Москве заразился коронавирусом Covid-19 и скоропостижно скончался 31 декабря.